# Liste des pays par population en 1989

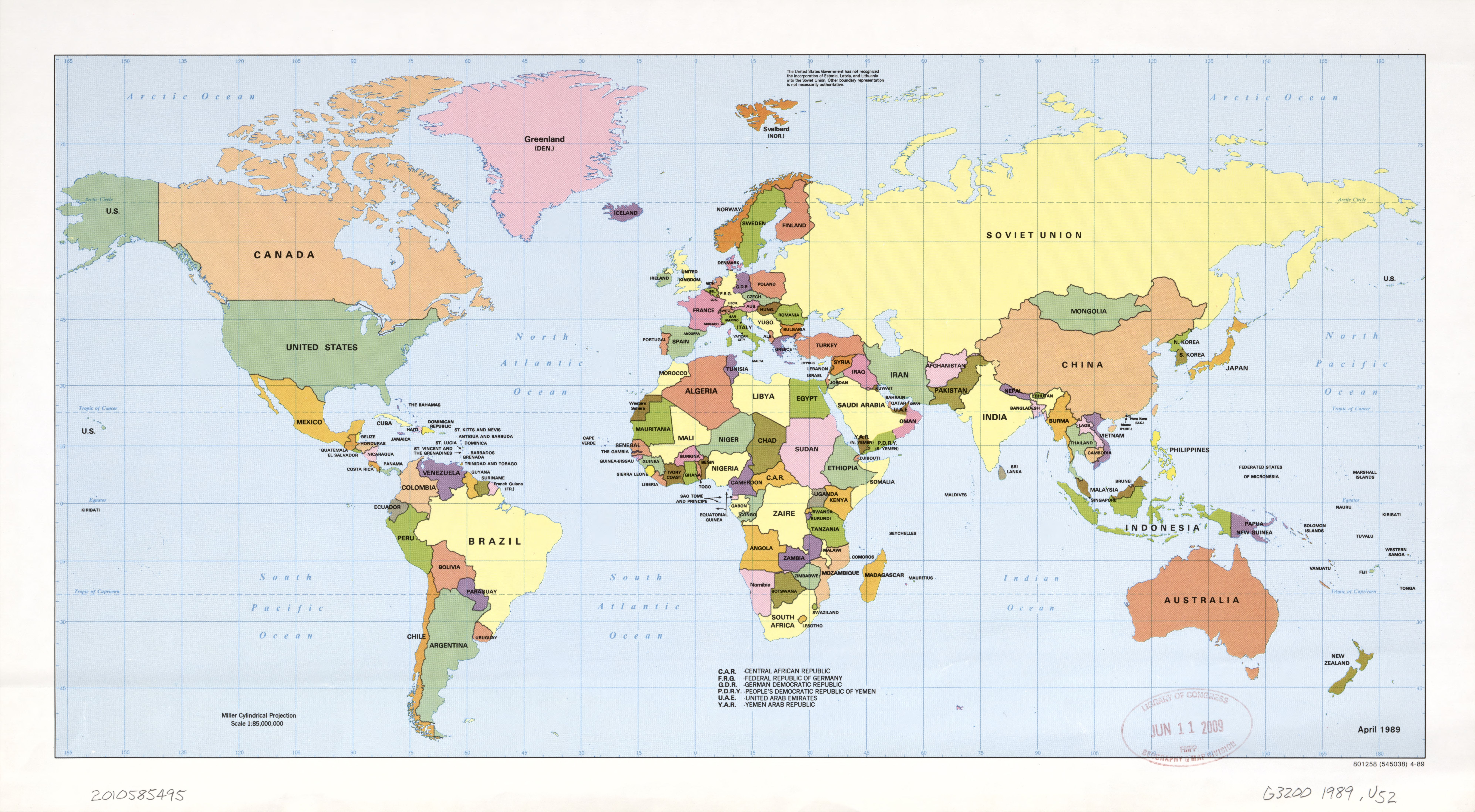
Carte du monde en 1989

Cet article présente la liste de pays du monde classés par population, en 1989, donnant ainsi un aperçu de la population mondiale avant la chute du rideau de fer.
Bien que les données démographiques datent presque exclusivement de 1989, les développements politiques antérieurs à l'été 1990 sont pris en compte, notamment l'unification du Yémen et l'indépendance de la Namibie ; mais pas la réunification allemande qui n'a été finalisée qu'en octobre, l'éclatement de la Yougoslavie et la dissolution de l'Union soviétique qui ont eu lieu deux ans plus tard, ou la dissolution de la Tchécoslovaquie qui s'est produite trois ans plus tard.
Les chiffres donnés dans Aktuell '91 sont entièrement compatibles avec les données fournies par le US Census Bureau, auxquels ils peuvent être comparés, car les données du recensement américain se réfèrent aux frontières nationales modernes et non aux frontières de 1989.